# Primarabtei

Klosterstammbaum von Klaarkamp

Primarabteien heißen innerhalb des Zisterzienserordens diejenigen Klöster, die von dem Ursprungskloster der Zisterzienser, dem Kloster Cîteaux, als erste Tochterklöster gegründet wurden.

## Lage und Geschichte
Die vier Primarabteien waren La Ferté (1113), Pontigny (1114), Clairvaux (1115) und Morimond (1115).
Zusammen mit Cîteaux waren die Primarabteien Ausgangspunkt weitreichender Filiationen von Zisterzienserabteien in ganz Europa. Es entstanden im Verlauf des 12. und 13. Jahrhunderts Tochter- und Enkelklöster, die sich auf Cîteaux und die Primarabteien als Mutterklöster bezogen. Dieses zentralisierte Konzept der Ordensverfassung war vor den Zisterziensern nicht bekannt. Darum spricht man von ihm als dem ersten Orden und vom 12. Jahrhundert als dem „bernhardinischen Zeitalter“. Bis 1153, dem Todesjahr des hl. Bernhard von Clairvaux, gab es insgesamt 333, bis zur Mitte des 13. Jahrhunderts 647, bis 1675 insgesamt 742 Zisterzienserabteien. Nach Filiationen geordnet gehörten zu Cîteaux 109, zu La Ferté 16, zu Pontigny 43, zu Clairvaux 356 und zu Morimond 214 Tochterklöster.
Ab dem Spätmittelalter wurde der Einfluss der Primarabteien immer schwächer, weil der nationale Gedanke in den Vordergrund rückte und die Filiation verdrängte. Das durch die Filiation bestehende internationale Beziehungsnetz passte nicht zum sich zunehmend durchsetzenden Konzept des Territorialstaats. Eine weitere Schwächung erfuhren die Primarabteien durch enge Beziehungen zu weltlichen Fürsten. Das Kommendenwesen erfasste zumindest zeitweilig auch die Primarabteien. Wiederholt nominierten Äbte der Primarabteien nahe Verwandte zu Nachfolgern. Die enge Verbindung der Primaräbte zur Politik waren dem klösterlichen Leben abträglich, obgleich sie den Abteien auch Vorteile brachte. Die strenge Observanz, die später den Orden spalten sollte, bildete sich als eine Gegenbewegung zu dieser Entwicklung heraus.